# Condensador ceràmic

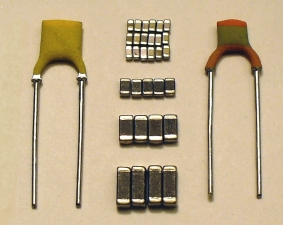
Diferents models de condensadors ceràmics en encapsulats diversos.

Un condensador ceràmic és un condensador de valor fix on el material ceràmic actua com a dielèctric. Està construït per dues o més capes alternes de ceràmica i una capa metàl·lica que actua com a elèctrodes. La composició del material ceràmic defineix el comportament elèctric i, per tant, les aplicacions. Els condensadors ceràmics es divideixen en dues classes d'aplicació:
- Els condensadors ceràmics de classe 1 ofereixen una alta estabilitat i baixes pèrdues per a aplicacions de circuits ressonants.
- Els condensadors ceràmics de classe 2 ofereixen una alta eficiència volumètrica per a aplicacions de buffer, by-pass i acoblament.

Els condensadors ceràmics, especialment els condensadors ceràmics multicapa (MLCC), són els condensadors més produïts i utilitzats en equips electrònics que incorporen aproximadament un bilió (1012) de peces per any.
Els condensadors ceràmics de formes i estils especials s'utilitzen com a condensadors per a la supressió RFI/EMI, com a condensadors d'alimentació i en dimensions més grans com a condensadors de potència per als transmissors.
Els condensadors ceràmics de classe 2 tenen un dielèctric amb una alta permitivitat i, per tant, una millor eficiència volumètrica que els condensadors de classe 1, però menor precisió i estabilitat. El dielèctric ceràmic es caracteritza per un canvi no lineal de la capacitat en l'interval de temperatura. El valor de la capacitat també depèn de la tensió aplicada. Són adequats per a aplicacions de bypass, acoblament i desacoblament o per a circuits de discriminació de freqüència on les pèrdues baixes i l'alta estabilitat de la capacitat són menys importants. Normalment presenten microfonia.

Condensadors ceràmics de classe 2 amb les seves toleràncies típiques de la capacitat depenent de la temperatura (àrees acolorides).

Els condensadors de classe 2 estan fets de materials ferroelèctrics com el titanat de bari (BaTiO
3) i additius adequats com ara silicat d'alumini, silicat de magnesi i òxid d'alumini. Aquestes ceràmiques tenen una permitivitat alta a molt alta (de 200 a 14.000), que depèn de la intensitat del camp. Per tant, el valor de capacitat dels condensadors de classe 2 no és lineal. Depèn de la temperatura i la tensió aplicada. A més, els condensadors de classe 2 envelleixen amb el temps.
Tanmateix, l'alta permitivitat admet alts valors de capacitat en dispositius petits. Els condensadors de classe 2 són significativament més petits que els dispositius de classe 1 a la mateixa capacitat i tensió nominals. Són adequats per a aplicacions que requereixen que el condensador mantingui només un valor mínim de capacitat, per exemple, amortiguació i filtrat en fonts d'alimentació i acoblament i desacoblament de senyals elèctrics.
Els condensadors de classe 2 estan etiquetats segons el canvi de capacitat en l'interval de temperatura. La classificació més utilitzada es basa en l'estàndard EIA RS-198 i utilitza un codi de tres dígits. El primer caràcter és una lletra que indica la temperatura de funcionament de gamma baixa. El segon dona la temperatura de funcionament de gamma alta i el caràcter final dona un canvi de capacitat en aquest interval de temperatura:
Sistema de codi respecte a EIA RS-198 per a alguns rangs de temperatura i canvi inherent de capacitat:
| Codi lletra </br> baixa temperatura | Codi numèric </br> temperatura superior | Codi lletra </br> canvi de capacitat </br> sobre l'interval de temperatures |
| ----------------------------------- | --------------------------------------- | --------------------------------------------------------------------------- |
| X = −55 °C (−67 °F)                 | 4 = +65 °C (+149 °F)                    | P = ±10%                                                                    |
| Y = −30 °C (−22 °F)                 | 5 = +85 °C (+185 °F)                    | R = ±15%                                                                    |
| Z = +10 °C (+50 °F)                 | 6 = +105 °C (+221 °F)                   | L = ±15%, +15/-40% per sobre de 125 °C                                      |
|                                     | 7 = +125 °C (+257 °F)                   | S = ±22%                                                                    |
|                                     | 8 = +150 °C (+302 °F)                   | T = +22/−33%                                                                |
|                                     | 9 = +200 °C (+392 °F)                   | U = +22/−56%                                                                |
|                                     |                                         | V = +22/−82%                                                                |

Per exemple, un condensador Z5U funcionarà des de +10 °C a +85 °C amb un canvi de capacitat com a màxim de +22% a -56%. Un condensador X7R funcionarà des de -55 °C a +125 °C amb un canvi de capacitat com a màxim ±15%.
A continuació s'enumeren alguns materials de condensadors ceràmics de classe 2 d'ús habitual:
- X8R (−55/+150 °C, ΔC/C0 = ±15%),
- X7R (−55/+125 °C, ΔC/C0 = ±15%),
- X6R (−55/+105 °C, ΔC/C0 = ±15%),
- X5R (−55/+85 °C, ΔC/C0 = ±15%),
- X7S (−55/+125 °C, ΔC/C0 = ±22%),
- Z5U (+10/+85 °C, ΔC/ 0 = +22/−56%),
- Y5V (−30/+85 °C, ΔC/C0 = +22/−82%),